# 2011 UZ411
2011 UZ411, também escrito como 2011 UZ411, é um objeto transnetuniano que está localizado no Cinturão de Kuiper, uma região do Sistema Solar. Este objeto é classificado como um cubewano. Ele possui uma magnitude absoluta de 7,8 e tem um diâmetro estimado com cerca de 121 km.

## Descoberta
2011 UZ411 foi descoberto no dia 24 de outubro pelo astrônomo M. Alexandersen.

## Órbita
A órbita de 2011 UZ411 tem uma excentricidade de 0,052 e possui um semieixo maior de 45,454 UA. O seu periélio leva o mesmo a uma distância de 43,105 UA em relação ao Sol e seu afélio a 47,804 UA.